# Nova Bréscia
Nova Bréscia este un oraș în Rio Grande do Sul (RS), Brazilia.